# Місія «Сереніті»
«Місія «Сереніті» (англ. Serenity) — американський науково-фантастичний фільм, знятий як продовження подій культового телесеріалу «Світляк». Автор сценарію та режисер — Джосс Відон.
Фільм вийшов 30 вересня 2005 року і був дуже тепло сприйнятий глядачами. Касові збори в США за перший вікенд склали близько $10,1 млн. Загалом у США фільм зібрав понад 25,5 млн доларів та $13,3 млн в інших країнах.
У 2005 році фільм отримав премію Г'юґо як найкращий фантастичний фільм року.

## Сюжет

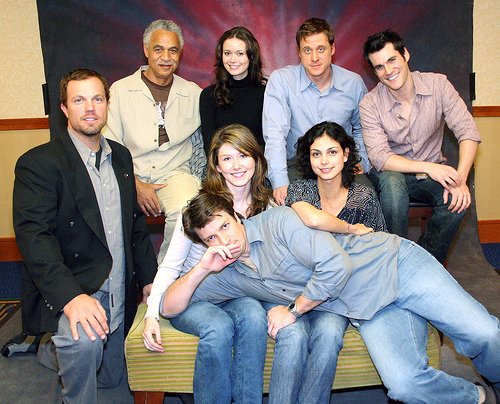
Акторський склад фільму

Капітан «Сереніті», Мел, використовуючи здібності Рівер, здійснює пограбування каси однієї з гірничодобувних компаній на віддаленій планеті. Пограбування вдається, але на селище раптово нападають Пожирачі — безжальні космічні варвари-людожери. Мелу вдається врятувати всіх членів команди, але Саймон не у захваті від того, що життя Рівер було в небезпеці, і хоче разом з сестрою залишити корабель.
Мел хоче висадити Саймона та Рівер на найближчій планеті, проте стає свідком того, як у барі космопорту дівчина раптом входить в транс і немов перетворюється на бойову машину. Вона майстерно розправляється з десятком кремезних чоловіків, і лише Саймону, який вимовляє кодове слово, вдається її «вимкнути». Мел забирає Саймона і дівчину назад на корабель і починає дошукуватися до істини.
Мало-помалу з'ясовується, що ключ до розгадки знаходиться на планеті Міранда, яка чомусь відсутня на всіх навігаційних картах. Гірше за те — планета розташована в тому самому районі, звідки з'являються Пожирачі. Екіпажу «Сереніті» вдається потрапити на планету, і вони виявляють там тіла мільйонів померлих. Із знайденого відеозапису вони дізнаються, що Альянсом на планеті проводилися експерименти по контролю над поведінкою. Один з препаратів повністю заглушив не тільки агресивність, але й волю до життя у більшості населення Міранди — люди померли просто від небажання щось робити. На 10 % населення препарат дав ефект, зворотний очікуваному, — він зняв всі етичні заборони, заглушив соціальні інстинкти і перетворив людей на кровожерних хижаків — Пожирачів.
З цієї миті завданням екіпажа «Сереніті» стає за всяку ціну вивести в ефір інформацію про катастрофічні експерименти Альянсу на Міранді. Але оперативник вже готовий перехопити їхній корабель, і в його розпорядженні цілий флот Альянсу.
Команді «Сереніті» вдається зіштовхнути кораблі Альянсу з флотом Пожирачів і в кучмі, що почалася, аварійно посадити «Сереніті» на планету біля передавача — ціною життя пілота корабля Уоша. Поки члени команди стримують нападаючих Пожирачів, Мел передає всьому космосу запис про злочин Альянсу на Міранді.
Команді «Сереніті» вдається відбитися від Пожирачів, але їх одразу беруть в кільце спецпризначенці Альянсу. Проте оперативник командує відбій — після того, як він побачив запис з Міранди, він втратив віру в чистоту мотивів Альянсу і власну правоту.
Екіпаж «Сереніті» ховає загиблих друзів і займається відновленням свого корабля.

## Акторський склад
- Натан Філліон — капітан Мел (Малкольм) Рейнольдс
- Джина Торрес — Зої Еллейн Вошборн
- Алан Тьюдік — Вош / Гобан Вошборн
- Морена Баккарін — Інара Серра
- Адам Болдвін — Джейн Кобб
- Джуел Стейт — Кейлі (Кейвінніт) Лі Фрай
- Шон Махер — д-р Саймона Там
- Саммер Глау — Рівер Тем
- Рон Гласс[en] — Пастор / Дерріал Бук
- Девід Крамхолц — Містер Всесвіт
- Чиветел Еджіофор — Оперативник
- Майкл Гічкок[en] — д-р Матіас
- Сара Полсон — д-р Керон
- Ян Фельдман — Мінго
- Рафаель Фельдман — Фанті

## Цікаві факти
- Студія Universal здійснила безпрецедентну акцію, провівши кілька попередніх переглядів ще не закінченого фільму. Вони відбулися в листопаді 2004 року, а також у травні і в червні 2005-го в різних містах США, а 22 липня 2005 — в Австралії. Стрічка вийшла в прокат тільки 30 вересня 2005 року.
- Цей фільм — перший продукт студії Universal, що вийшов на HD DVD.
- Назва космічного корабля «Сереніті» (англ. Serenity), вона ж назва самого фільму в оригіналі, перекладається з англійської мови як «безтурботність», «спокій», «умиротворення». Символіка цієї назви в українському перекладі фільму втрачена.
- Для перегляду фільму не обов'язково бути знайомим із телесеріалом «Світляк», але деякі обставини фільму обумовлені сюжетом телесеріалу і розвивають розпочаті в ньому лінії.
- У сцені похорону на Кейлі надітий медальйон із зображенням китайського символу щастя, який, як правило, використовується на весіллях.
- У фільмі налічується 74 убитих (не рахуючи безліч людей, загиблих при нападі Пожирачів на поселення і під час космічної битви).
- Доктор Саймон «вимикав» Рівер за допомогою кодової фрази російською мовою «Це курям на сміх» (рос. Это курям на смех), проте в англомовних субтитрах на DVD його слова супроводжуються поясненням: «Говорить китайською» (англ. Speaking Chinese).
- Пілот «Сереніті» Вош носить куртку з емблемою міжнародної програми космічних польотів «Інтеркосмос» на одному рукаві і емблемою місії космольоту «Космонавт Леонов» з фільму «Космічна одіссея 2010» (1984) на іншому.
- У зоряній системі, де мешкають герої фільму, досить поширена китайська мова. Зокрема, саме нею вони воліють уживати лайливі вислови.
- В особовій справі Мела, яку переглядав спеціальний агент, указана дата народження — 20 вересня 2468. Ймовірно, це відсилання до прем'єри серіалу «Світляк», яка відбулася 20 вересня 2002 року. Крім того, 20 вересня 1968 народився сценарист і продюсер серіалу Бен Едлунд (англ. Ben Edlund) .
- Гармата, встановлена на «Сереніті» командою, — це німецька 20-мм зенітна гармата «2 см FlaK 38» часів Другої світової війни.
- Події фільму відбуваються через шість місяців після фінального епізоду серіалу «Світляк» — «Objects in Space».
- Дослідження планети Міранда сталося б у кінці другого сезону серіалу «Світляк», якби він мав успіх.
- Під час фільмуванні останньої сцени між Рівер і Мелом зробили 20 дублів. У фільм увійшов останній.
- Саммер Глау пройшла інтенсивні тренування з постановником боїв протягом трьох місяців перед початком відповідного знімання.

## Реліз
- Universal Studios, виявивши повагу до фанатів серіалу «Світляк» (котрі були основною цільовою аудиторією фільму), дозволила безпрецедентні багаторазові попередні покази ще незакінченого фільму, починаючи з листопада 2004 року.
- Прем'єрний (офіційний) показ фільму відбувся 22 серпня 2005 року на Единбурзькому кінофестивалі.
- Фільм вийшов в американський прокат 30 вересня 2005 року.
- «Місія Сереніті» став першим фільмом, який вийшов на студії Universal у високочіткістному форматі HD DVD (дата релізу 18 квітня 2006 року).